# Ali Szari’ati
Ali Szari’ati (pers. ‏على شريعتى‎; ur. 23 listopada 1933 w Kahak, zm. 19 czerwca 1977 w Southampton) – filozof, rewolucjonista, socjolog i szyicki teolog irański. Skupiał się na socjologii religii. Jest uznawany za jednego z głównych, wpływowych irańskich intelektualistów XX wieku.

## Życie
Ali Szari’ati urodził się 23 listopada 1933 w wiosce Kahak (ostan Chorasan-e Razawi) w północno-wschodnim Iranie. Rodzina ze strony ojca była związana z szyickim duchowieństwem.

## Poglądy
Szari’ati przyjął kompletnie nowe podejście do szyickiego islamu, interpretując wiarę pod kątem rewolucjonizmu. Jego interpretacja szyizmu wzywała do rewolucji w świecie, obiecując przy tym zbawienie po śmierci. Szari’ati nazwał swoją ideę „czerwonym szyizmem” w przeciwieństwie do klerykalnego, nierewolucyjnego, „czarnego szyizmu” (safawidzki szyizm). Jego poglądy są porównywane do katolickiej teologii wyzwolenia peruwiańskiego dominikanina Gutiérreza i brazylijskiego franciszkanina Boffa. Jednym z produktów „czerwonego szyizmu” była irańska lewicowa organizacja Ludowi Mudżahedini.
Podczas studiów w Paryżu, za sprawą kontaktów ze skrajnie lewicowymi intelektualistami paryskimi, na poglądy Szari’atiego wpływ wywarły maoizm i ideologie rewolucyjne w Trzecim Świecie. Szari’ati wierzył, że walka klas razem z rewolucją zapewni sprawiedliwe i bezklasowe społeczeństwo. Z drugiej strony, jego poglądy były pod silnym wpływem islamu imamickiego. Łącząc oba, twierdził, iż szyici nie powinni jedynie oczekiwać nadejścia dwunastego Imama, ale ‘przyspieszyć’ jego pojawienie się poprzez rewolucyjną walkę o sprawiedliwość społeczną, „nawet wykorzystując do tego męczeństwo”. Jego poglądy zostały streszczone w sloganie własnego autorstwa, „każdego dnia jest Aszura, każde miejsce to Karbala”. Slogan ten cieszy się dzisiaj wielką popularnością pośród szyitów, bez względu na ich poglądy. Jest używany m.in. przez libański Hezbollah.